# Hugo Eckener
Hugo Eckener (10. srpna 1868, Flensburg – 14. srpna 1954, Friedrichshafen) byl nástupcem hraběte Zeppelina při propagaci a organizaci vzducholodní dopravy nejen v Německu.
Narodil se v rodině majitele továrny na cigarety. Po maturitě studoval filosofii, později se stal novinářem. Poté, kdy napsal kritický článek o jednom z prvních letů Zeppelinovy vzducholodi, navštívil jej samotný hrabě. Později navázali spolupráci a Eckener nakonec nastoupil na plný úvazek do nově založené společnosti DELAG.
Jako zajímavost lze uvést, že při svém prvním letu ve funkci kapitána vzducholodě havaroval těsně po vzletu. Cestující museli vzducholoď, zlomenou o hranu hangáru opustit po požárním žebříku. Eckener se ze své chyby poučil a stal se jedním z nejúspěšnějších letců své doby.
Po první světové válce úspěšně zajistil výstavbu vzducholodi "Los Angeles" pro americké námořnictvo a proslavil se vedením jejího přeletu přes Atlantik.
Později, po uvolnění stavby vzducholodí v Německu, prosadil stavbu a řídil úspěšné lety vzducholodi Graf Zeppelin. Zasadil se o stavbu vzducholodi Hindenburg a plánoval velkolepý rozvoj vzducholodní dopravy. Po katastrofě Hindenburgu a hlavně začátku války se jeho plány staly neuskutečnitelnými.
Po válce se ještě věnoval plánům na nový rozvoj vzducholodí, ale ty už se neuskutečnily díky rychlému rozvoji letadel těžších vzduchu.